# Castellano (moneda)
El castellano fue una moneda de oro acuñada en España en el siglo XIV.

## Historia
El "castellano" fue llamado más comúnmente peso de oro y a veces solo peso, no debiendo confundirse con el posterior de plata "Peso de a ocho" que venía a tener la mitad del valor del de oro. Valía la sexta parte de una onza de oro. 72 castellanos componían una libra romana de 12 onzas, y correspondía a 14 reales y 14 maravedís de plata, que equivalían a 7 libras y 5 sueldos torneses. Cuando el "castellano" dejó de acuñarse, en 1497, quedó como unidad de peso en el pago.